# Hedy Jolly-Dahlström

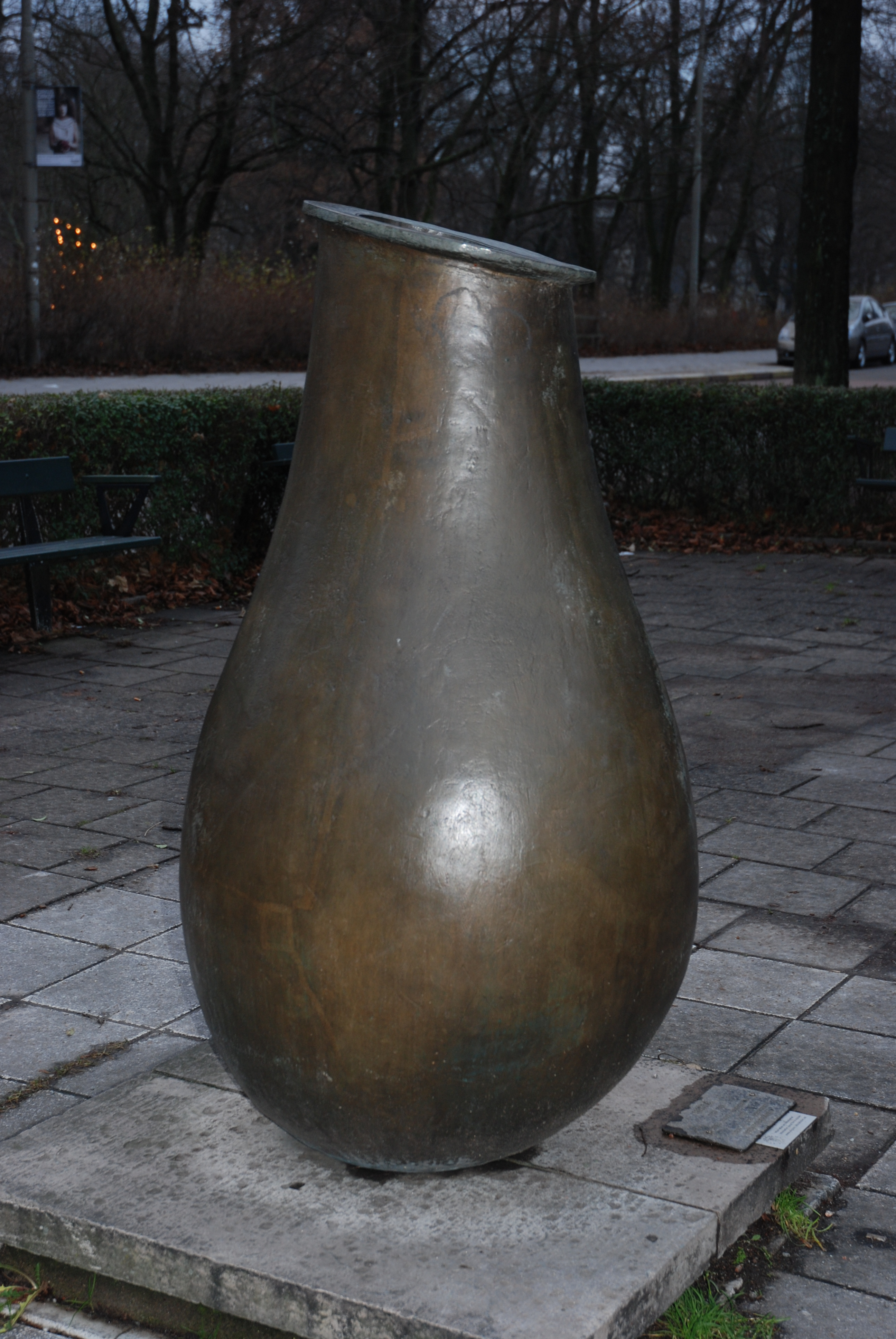
Urna på Karlavägen i Stockholm

Hedy Jolly-Dahlström, född  1933, är en svensk skulptör.
Hedy Jolly-Dahlström utbildade sig i skulptur för Barbro Lindvall-Liljander 1975-77 på  Konstskolan Idun Lovén i Stockholm. Hon var lärare på denna konstskola 1972-97.

## Offentliga verk i urval
- Urna, brons, 1981, korsningen Karlavägen/Banérgatan i Stockholm
- Fågel,  brons, 1991,  Märsta Dal, Märsta
- Fem skyltar i rostfritt stål, 1994, Sigtuna
- Figur i triangel, rostfritt stål, 1995, Uppsala
- Skulptur, emaljerad metall, 1993, Ulleråker i Uppsala
- Urna, betong, 1997, Stadsparken i Helsingborg